# اشلی دلگادو
اشلی دلگادو (انگلیسی: Ashley Delgado Do Rosario؛ زادهٔ ۱۸ اوت ۲۰۰۴) بازیکن فوتبال اهل لوکزامبورگ است.
وی همچنین در تیم ملی فوتبال Luxembourg بازی کرده‌است.